# MS4A7
MS4A7 (англ. Membrane spanning 4-domains A7) – білок, який кодується однойменним геном, розташованим у людей на короткому плечі 11-ї хромосоми. Довжина поліпептидного ланцюга білка становить 240 амінокислот, а молекулярна маса — 26 131.
| 10         |  | 20         |  | 30         |  | 40         |  | 50         |
| ---------- |  | ---------- |  | ---------- |  | ---------- |  | ---------- |
| MLLQSQTMGV |  | SHSFTPKGIT |  | IPQREKPGHM |  | YQNEDYLQNG |  | LPTETTVLGT |
| VQILCCLLIS |  | SLGAILVFAP |  | YPSHFNPAIS |  | TTLMSGYPFL |  | GALCFGITGS |
| LSIISGKQST |  | KPFDLSSLTS |  | NAVSSVTAGA |  | GLFLLADSMV |  | ALRTASQHCG |
| SEMDYLSSLP |  | YSEYYYPIYE |  | IKDCLLTSVS |  | LTGVLVVMLI |  | FTVLELLLAA |
| YSSVFWWKQL |  | YSNNPGSSFS |  | STQSQDHIQQ |  | VKKSSSRSWI |  |            |

A: Аланін

C: Цистеїн

D: Аспарагінова кислота

E: Глутамінова кислота

F: Фенілаланін

G: Гліцин

H: Гістидин

I: Ізолейцин

K: Лізин

L: Лейцин

M: Метіонін

N: Аспарагін

P: Пролін

Q: Глутамін

R: Аргінін

S: Серин

T: Треонін

V: Валін

W: Триптофан

Кодований геном білок за функцією належить до рецепторів. 
Задіяний у такому біологічному процесі, як альтернативний сплайсинг. 
Локалізований у мембрані.